# Porto de Roterdão
O porto de Roterdão (português europeu) ou Roterdã (português brasileiro) é o maior porto marítimo da Europa. Está localizado na cidade de Roterdã, na Holanda do Sul, nos Países Baixos. De 1962 até 2002, foi o porto mais ativo do mundo. Atualmente, foi ultrapassado por portos asiáticos como os de Singapura e de Xangai. Em 2006, Roterdã foi o sétimo maior do mundo em termos de contentores manipulados no porto, em unidades equivalentes a 20 pés (TEU).
Abrangendo 105 quilómetros quadrados, o porto de Roterdã agora estende-se por uma distância de quarenta quilómetros (25 milhas). Consiste na área do centro histórico da cidade, incluindo Delfshaven, o Maashaven, Rijnhaven e Feijenoord; os portos em torno de Nieuw-Mathenesse; Waalhaven; Vondelingenplaat; Eemhaven; Botlek; Europoort, situados ao longo da Calandkanaal, Nieuwe Waterweg e Scheur (este último sendo os dois continuados de Nieuwe Maas), e valorizado a área de Maasvlakte.

## História
Na primeira metade do século XX, as atividades portuárias deslocaram-se do centro-oeste para o Mar do Norte. O Nieuwe Waterweg foi cavado de Roterdão para o Mar do Norte, sendo um canal para o desaguar dos rios Reno e Mosa. O Nieuwe Waterweg estava pronto em 1872 e todo o tipo de actividade industrial estava formado nas margens deste canal.
O território do antigo porto foi ampliado pela construção do Europoort (portão para a Europa), complexo ao longo da foz do Nieuwe Waterweg, e pela Maasvlakte no mar do Norte, perto de Hoek van Holland. A construção de uma segunda Maasvlakte recebeu, inicialmente, aprovação política, em 2004, mas foi interrompido pelo Raad van State (o Conselho de Estado holandês, que aconselha o Governo e o Parlamento sobre a legislação e governação), em 2005, porque os planos não tiveram, suficientemente, em conta as questões ambientais. Em 10 de Outubro de 2006, no entanto, a aprovação foi adquirida para se iniciar a construção, em 2008, destinado para o primeiro navio a ancorar em 2013.
O mais importante para o porto de Roterdão são as indústrias petroquímica e de carga geral. O porto funciona como um importante ponto de trânsito para o transporte de granéis e de outras mercadorias entre o continente europeu e de outras partes do mundo. A partir de Roterdão as mercadorias são transportadas por navio, barcaça fluvial, ferroviária ou rodoviária. Desde 2000, a Betuweroute, um rápido ferroviário de carga que faz a ligação entre Roterdã à Alemanha, está em construção. A parte ferroviária neerlandesa foi inaugurada em 2007. As grandes refinarias de petróleo estão localizadas a oeste da cidade. Os rios Reno e Mosa também proporcionam excelentes condições de acesso ao interior.
O EECV - cais do porto tem uma profundidade de 24 metros, tornando-se, juntamente com o Terminal de Ponta da Madeira, no estado do Maranhão, no Brasil, um dos dois únicos locais disponíveis para a amarração do maior navio graneleiro de minério de ferro do mundo, o   Berge Stahl [carece de fontes?]. O calado do navio é de 23 metros e deixa apenas um metro de folga entre a quilha do navio e o fundo do canal. A profundidade de 24 metros só ocorre em uma "janela" de tempo restrita da maré cheia, deixando pouco tempo para manobrar e atracar o navio.
a